# Cytisophyllum sessilifolium
Cytisophyllum sessilifolium là một loài thực vật có hoa trong họ Đậu. Loài này được (L.) O.Lang miêu tả khoa học đầu tiên.

## Hình ảnh

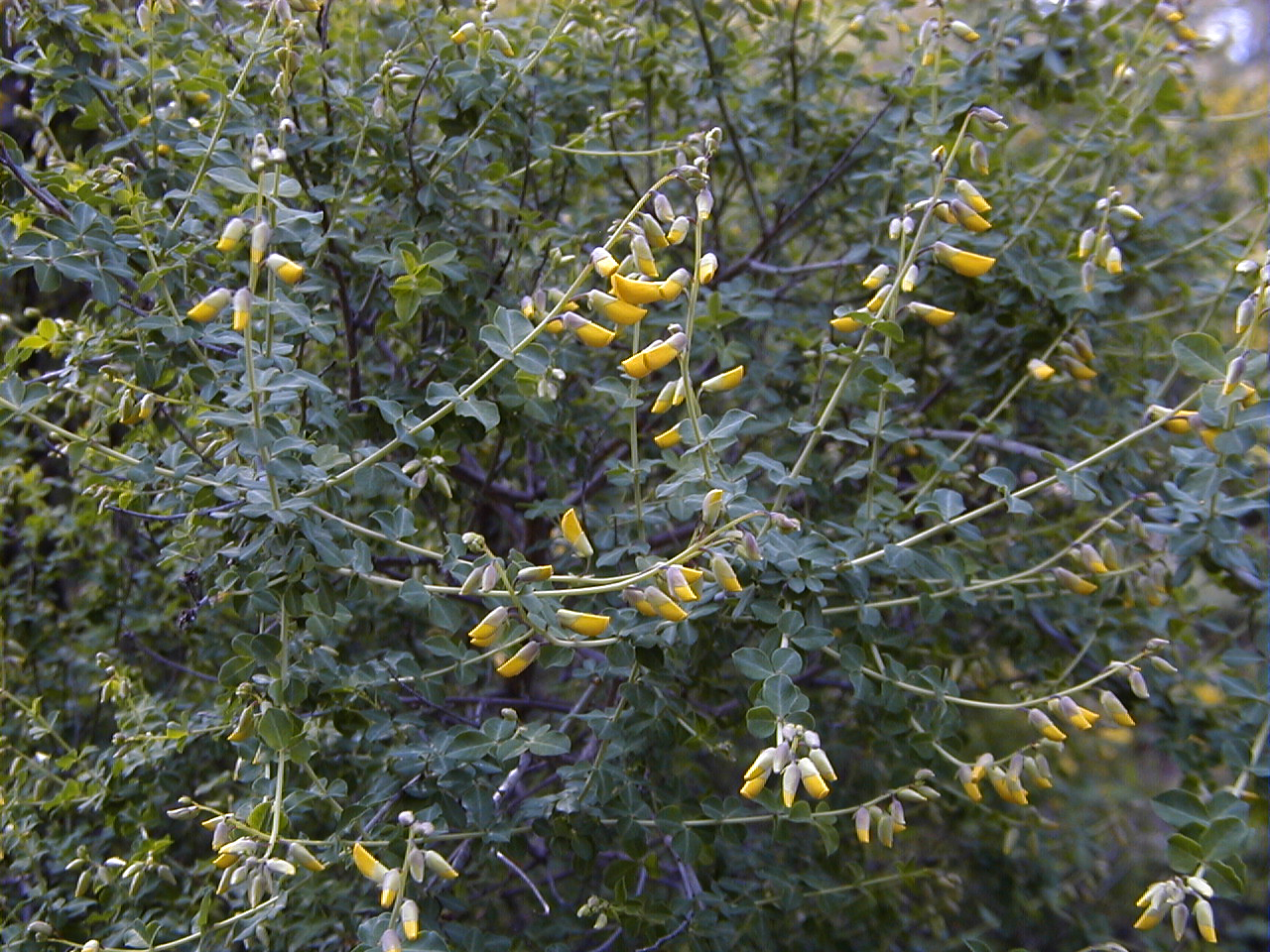
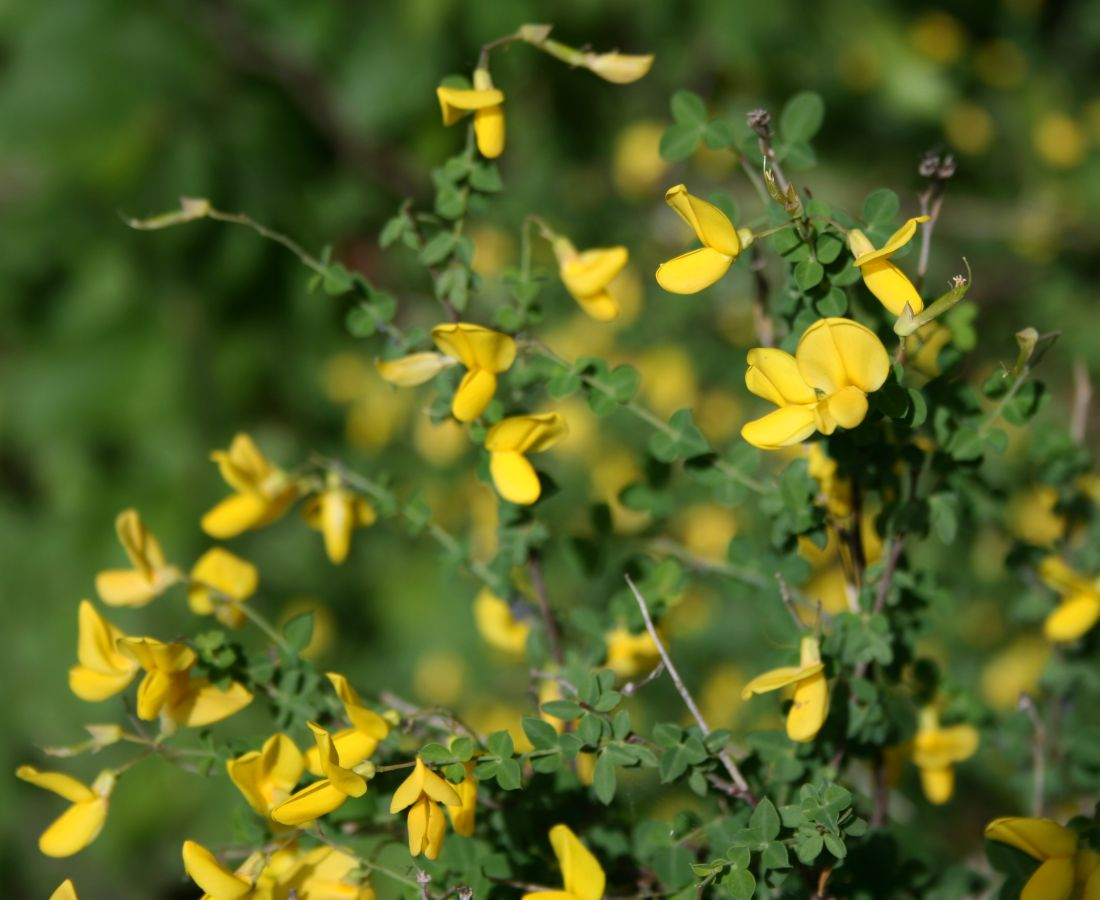
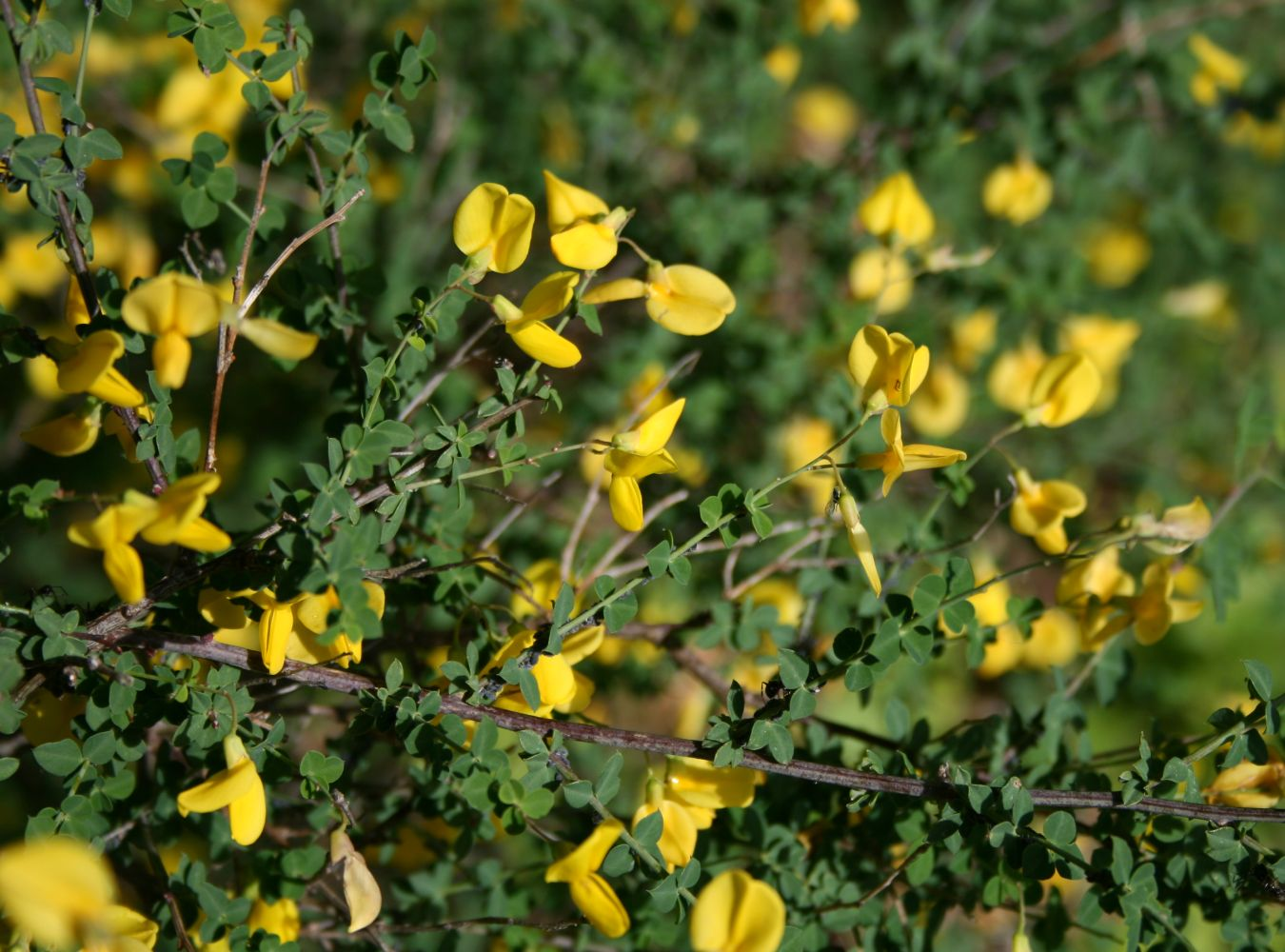
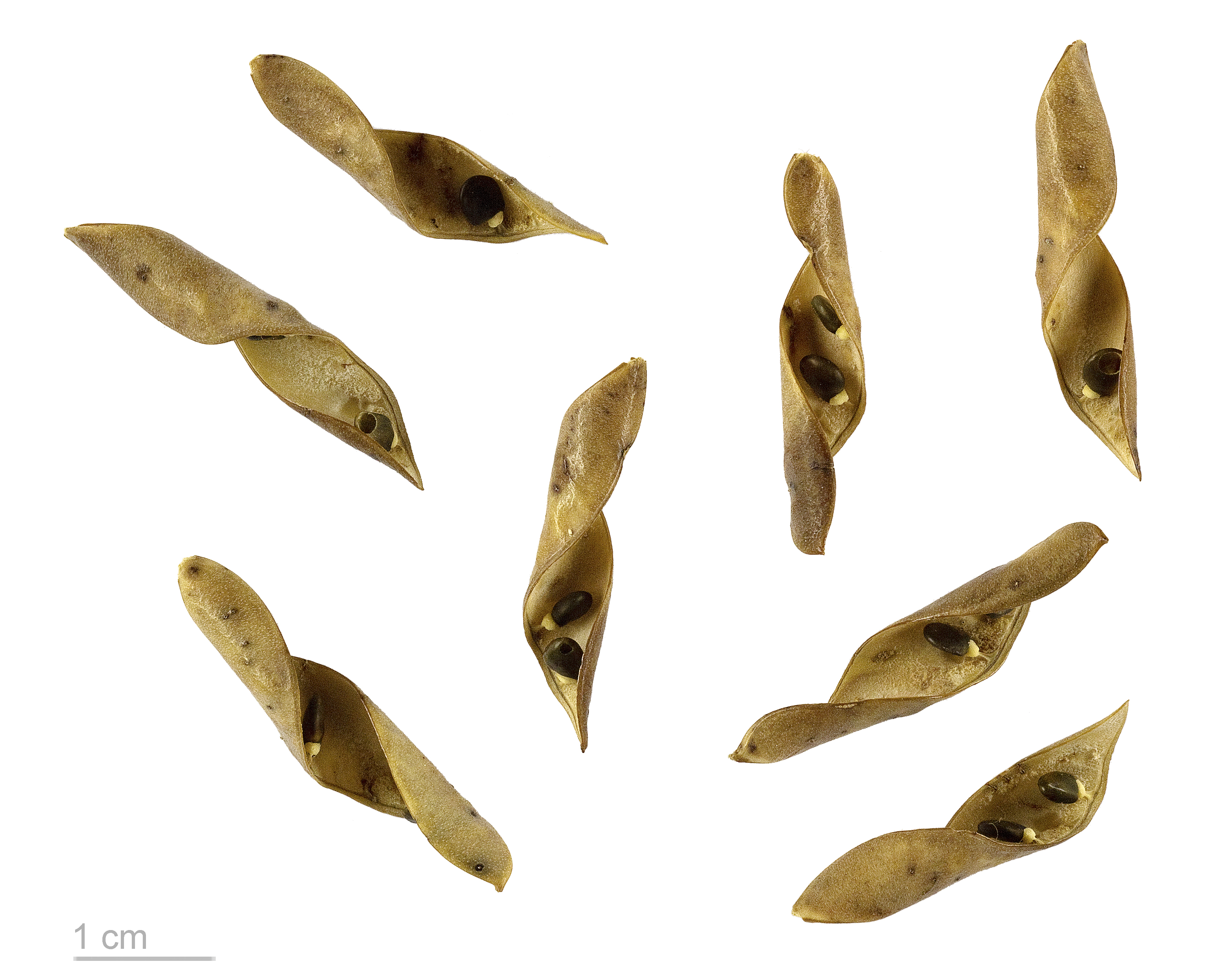